# Pamela Weight
Pamela Wright (...) è un'ex danzatrice su ghiaccio britannica. Insieme a Paul Thomas ha vinto la medaglia d'oro al Campionato europeo e al Campionato mondiale nel 1956. L'anno prima i pattinatori avevano vinto l'argento in entrambe le competizioni.

## Palmarès
| Evento                | 1955 | 1956 |
| --------------------- | ---- | ---- |
| Campionati mondiali   | 2°   | 1°   |
| Campionati europei    | 2°   | 1°   |
| Campionati britannici |      | 1°   |